# Romanivka, Hlobîne
Romanivka (în ucraineană Романівка) este un sat în comuna Zubani din raionul Hlobîne, regiunea Poltava, Ucraina.

## Demografie
Componența lingvistică a localității Romanivka
     Ucraineană (99,05%)
     Alte limbi (0,95%)
Conform recensământului din 2001, majoritatea populației localității Romanivka era vorbitoare de ucraineană (99,05%), existând în minoritate și vorbitori de alte limbi.